# Ilian Stoyanov
Ilian Stoyanov, född 20 januari 1977 i Kyustendil i Bulgarien, är en bulgarisk före detta fotbollsspelare.